# Musophagiformes
Musophagiformes é uma ordem de aves com 23 espécies de turacos (ou tauracos), classificadas nos cinco géneros da família Musophagidae. A distribuição dos turacos está limitada à África sub-sahariana, onde habitam savanas e florestas abertas. O grupo foi elevado a ordem pela taxonomia de Sibley-Ahlquist; anteriormente, era uma família da ordem Cuculiformes.
Os turacos alimentam-se essencialmente de frutos, mas também podem consumir insectos e outros pequenos invertebrados como caracóis e lesmas. As asas são curtas e arredondadas, a cauda é comprida e a cabeça é coroada com uma crista. Estas aves são boas voadoras, mas preferem correr entre os ramos das árvores sempre que possível. A plumagem é especialmente colorida em algumas espécies em tons de verde e vermelho, devido à presença de pigmentos exclusivos do grupo. Os turacos formam casais monogâmicos que constroem os ninhos nas árvores, onde chocam dois a três ovos. Os juvenis recebem os cuidados parentais de ambos os pais.

## Géneros e algumas espécies
Família Musophagidae
- Subfamília Musophaginae
  - Gênero Tauraco Kluk, 1779
    - Turaco-violeta, Tauraco violaceus (Isert, 1788)
    - Turaco-de-ross, Tauraco rossae Gould, 1852
    - Turaco-de-bico-amarelo, Tauraco macrorhynchus (Fraser, 1839)
    - Turaco-de-bannerman, Tauraco bannermani (Bates, 1923)
    - Turaco-de-crista-branca, Tauraco leucolophus (Heuglin, 1855)
    - Turaco-de-crista-vermelha, Tauraco erythrolophus (Vieillot, 1819)
    - Turaco-da-guiné, Tauraco persa (Linnaeus, 1758)
    - Turaco-de-livingstone, Tauraco livingstonii (G. R. Gray, 1864)
    - Turaco-de-schalow, Tauraco schalowi (Reichenow, 1891)
    - Turaco-de-knysna, Tauraco corythaix (Wagler, 1827)
    - Turaco-de-bico-preto, Tauraco schuettii (Cabanis, 1879)
    - Turaco-de-fischer, Tauraco fischeri (Reichenow, 1878)
    - Turaco-de-hartlaub, Tauraco hartlaubi (Fischer e Reichenow, 1884)

  - Gênero Gallirex Lesson, 1844
    - Turaco-de-crista-violeta, Gallirex porphyreolophus (Vigors, 1831)
    - Turaco-das-ruwenzori, Gallirex johnstoni (Sharpe, 1901)

  - Gênero Menelikornis Boetticher, 1947
    - Turaco-de-ruspoli, Menelikornis ruspolii Salvadori, 1896
    - Turaco-de-faces-brancas, Menelikornis leucotis (Rüppell, 1835)
- Subfamília Criniferinae
  - Gênero Crinifer Jarocki, 1821
    - Turaco-mascarado, Crinifer personatus (Rüppell, 1842)
    - Turaco-unicolor, Crinifer concolor (A. Smith, 1833)
    - Turaco-de-barriga-branca, Crinifer leucogaster (Rüppell, 1842)
    - Turaco-cinzento, Crinifer piscator (Boddaert, 1783)
    - Turaco-de-cauda-barrada, Crinifer zonurus (Rüppell, 1835)

  - Gênero Corythaeola Heine, 1860
    - Turaco-gigante, Corythaeola cristata (Vieillot, 1816)

- Commons
- Wikispecies